# プラチナカップ
プラチナカップは、埼玉県浦和競馬組合が浦和競馬場ダート1400mで施行する地方競馬（南関東公営）の重賞競走である。格付けはSIII。正式名称は2025年から「さきたま杯トライアル プラチナカップ」。
副賞は、埼玉県浦和競馬組合管理者賞、（一社）埼玉県馬主会会長賞、東京スポーツ賞、また生産牧場賞がある（2025年）。

## 概要
2017年まで準重賞として行われていた競走で、浦和競馬の夏場の番組充実のために2018年にSIIIの重賞に格上げされた。2018年の第1回の出走条件はサラブレッド系3歳以上で、ダート1400mで行われた。2024年より施行時期を7月から5月に変更し、さきたま杯の前哨戦として行われる。

### 条件・賞金（2025年）
条件
サラブレッド系3歳以上オープン、南関東所属
- しらさぎ賞の勝ち馬と準重賞・アヴニール賞勝ち馬に優先出走権がある。

負担重量
別定、基本重量はA1級56kg、A2級以下54kg、3歳馬4kg減、牝馬2kg減（南半球産3歳馬はさらに2kg、同4歳馬は1kg減）で、一昨年5月28日から本年5月16日の期間のGI・Jpn1勝ち馬は4kg増、GII/JpnII勝ち馬は2kg増、GIII/JpnIII勝ち馬は1kg増、SI勝ち馬は2kg増、SII勝ち馬は1kg増となる（2歳・3歳限定競走は対象外）。
賞金額
1着1400万円、2着490万円、3着280万円、4着140万円、5着70万円。
優先出走権付与
優勝馬にさきたま杯とスパーキングサマーカップの優先出走権が付与される。

## 歴代優勝馬
| 回数  | 施行日        | 優勝馬           | 性齢 | 所属 | タイム | 優勝騎手 | 管理調教師 | 馬主                     |
| ----- | ------------- | ---------------- | ---- | ---- | ------ | -------- | ---------- | ------------------------ |
| 第1回 | 2018年7月16日 | キタサンミカヅキ | 牡8  | 船橋 | 1:26.1 | 森泰斗   | 佐藤賢二   | （有）大野商事           |
| 第2回 | 2019年7月25日 | ノブワイルド     | 牡7  | 浦和 | 1:25.7 | 橋本直哉 | 小久保智   | 前田亘輝                 |
| 第3回 | 2020年7月23日 | ベストマッチョ   | 騸7  | 川崎 | 1:26.1 | 森泰斗   | 佐々木仁   | 馬場幸夫                 |
| 第4回 | 2021年7月22日 | アンティノウス   | 騸7  | 大井 | 1:26.7 | 矢野貴之 | 藤田輝信   | （有）サンデーレーシング |
| 第5回 | 2022年7月20日 | ティーズダンク   | 牡5  | 浦和 | 1:26.7 | 和田譲治 | 水野貴史   | 立山伸二                 |
| 第6回 | 2023年7月19日 | サヨノグローリー | 牡5  | 浦和 | 1:25.9 | 澤田龍哉 | 工藤伸輔   | 吉岡泰治                 |
| 第7回 | 2024年5月22日 | アマネラクーン   | 牡7  | 浦和 | 1:28.4 | 森泰斗   | 小久保智   | 芳賀美知子               |
| 第8回 | 2025年5月28日 | ティントレット   | 牡4  | 大井 | 1:25.1 | 矢野貴之 | 荒山勝徳   | 吉田照哉                 |

### 準重賞時代
すべて浦和競馬場ダート1400mで施行。
| 施行日         | 条件     | 優勝馬             | 性齢 | 所属 | タイム | 優勝騎手   | 管理調教師 |
| -------------- | -------- | ------------------ | ---- | ---- | ------ | ---------- | ---------- |
| 2007年7月18日  | オープン | メーンエベンター   | 牝7  | 船橋 | 1:26.4 | 内田博幸   | 川島正行   |
| 2008年7月24日  | オープン | インターセフォー   | 騸7  | 大井 | 1:26.0 | 達城龍次   | 村上頼章   |
| 2009年8月6日   | A2以下   | ヴァイタルシーズ   | 牡4  | 川崎 | 1:27.1 | 真島大輔   | 武井榮一   |
| 2010年8月4日   | A3以下   | ナイキマドリード   | 牡4  | 船橋 | 1:28.2 | 川島正太郎 | 川島正行   |
| 2011年8月10日  | A3以下   | クリムゾンクエスト | 牝6  | 船橋 | 1:29.0 | 澤田龍哉   | 岡林光浩   |
| 2012年8月7日   | A3以下   | センゲンコスモ     | 牝5  | 川崎 | 1:28.1 | 的場文男   | 内田勝義   |
| 2013年12月26日 | A3以下   | ミラーコロ         | 牡5  | 川崎 | 1:29.2 | 御神本訓史 | 八木仁     |
| 2014年12月23日 | A2以下   | ファイヤープリンス | 牡3  | 浦和 | 1:28.8 | 左海誠二   | 小久保智   |
| 2015年9月22日  | A2以下   | インフォーマー     | 牡4  | 川崎 | 1:27.5 | 張田昂     | 深野塁     |
| 2016年8月10日  | A2以下   | タマモホルン       | 牡5  | 浦和 | 1:26.6 | 張田昂     | 小久保智   |
| 2017年7月19日  | A2以下   | フォクスホール     | 牡4  | 浦和 | 1:27.7 | 笹川翼     | 藪口一麻   |

### 競走結果の出典
- プラチナカップ競走優勝馬 - 南関東4競馬場公式
- JBISサーチ 
  - 2007年，2008年，2009年，2010年，2011年，2012年，2013年，2014年，2015年，2016年，2017年，2018年，2019年，2020年，2021年，2022年，2023年